# Igor Narski
Igor Siergiejewicz Narski (ros. Игорь Сергеевич Нарский; ur. 18 listopada 1920 w Morszansku, zm. 7 sierpnia 1993) – radziecki filozof, uhonorowany tytułem „Zasłużony Działacz Nauki RFSRR.

## Życiorys
Od roku 1939 studiował filozofię w Moskiewskim Instytucie Historii, Filozofii i Literatury, następnie zaś na Wydziale Filozofii Uniwersytetu Moskiewskiego. Podczas II wojny światowej walczył na froncie. W 1943 wstąpił do Komunistycznej Partii Związku Radzieckiego. W roku 1951 ukończył aspiranturę i obronił pracę kandydacką o filozofii społecznej Edwarda Dembowskiego. Tytuł doktora nauk filozoficznych uzyskał w 1961 roku na podstawie pracy krytycznej o teorii poznania w neopozytywizmie. W latach 1951—1971 pracował na katedrze historii filozofii zagranicznej Państwowego Uniwersytetu Moskiewskiego, gdzie w 1968 roku został profesorem. W latach 1974—1980 był pracownikiem naukowym Instytutu Filozofii Akademii Nauk ZSRR.
Członek kolegiów redakcyjnych licznych specjalistycznych periodyków filozoficznych. Zakres zainteresowań i specjalizacji: teoria poznania, logika, filozofia niemiecka (głównie Gottfried Wilhelm Leibniz, Immanuel Kant, Georg Wilhelm Friedrich Hegel), marksizm (problematyka dialektyki poznania), filozofia polska, filozofia brytyjska (David Hume), pozytywizm i neopozytywizm, estetyka (przede wszystkim Györgya Lukácsa).
Znał język polski i w swoich pracach naukowych często cytował polskich autorów. Wniósł wielki wkład w organizację i rozwój rosyjskich badań nad filozofią polską:

Szczególnie zasłużył się jako promotor tych badań filozof i historyk filozofii Igor Sergiusz Narski, który m.in. wydał w 1954 r. książkę „Światopogląd E. Dembowskiego”. I. Narski zdołał zgromadzić wokół siebie grono badaczy, którzy podjęli studia nad filozofią polską i zaczęli wydawać artykuły i większe rozprawy jej poświęcone. 
Prof. Igor Narski napisał słowo wstępne do Dzieł wybranych Tadeusza Kotarbińskiego (w przekładzie rosyjskim). Zebrał i zredagował również dwie antologie polskich filozofów: Избранные произведения польских мыслителей i Польские мыслители эпохи Возрождения. Był jednym z autorów pracy zbiorowej Historia Polski (Москва, 1956—1958).
Pochowany na Cmentarzu Chowańskim w Moskwie.

## Prace
W języku polskim
- Filozofia Edwarda Dembowskiego. „Studia Filozoficzne”. nr 4, s. 187-193, 1976.
- Dialektyczna sprzeczność i logika poznania, tłum. Wanda Lipnik, Państwowe Wydawnictwo Naukowe, Warszawa 1981;
- Szkice z filozofii i jej historii. Tłum. Andrzej Boczkowski. Warszawa: Książka i Wiedza, 1983. Cytat: Wybór artykułów publikowanych w radzieckich czasopismach naukowych dokonany przez autora dla czytelników polskich. (pol.). Brak numerów stron w książce
  1. Jeszcze raz o przedmiocie i funkcjach filozofii marksistowskiej. W: Szkice z filozofii i jej historii. s. 5–26. (Еще раз о предмете и функциях философии марксизма // Fiłosofskije Nauki(inne języki). – 1971. – № 1)
  2. O kwestii stosunku wzajemnego logiki formalnej i dialektyki. W: Szkice z filozofii i jej historii. s. 27–51. (К вопросу о соотношении формальной логики и диалектики // Wiestnik Moskowskogo Uniwiersitieta(inne języki). Сер. 8: Экономика, философия. – 1960. – № 3)
  3. Miejsce logiki nauki wśród nauk o poznaniu. W: Szkice z filozofii i jej historii. s. 52–74. (О месте логики науки среди наук о познании // Философские науки. – 1973. – № 5. – С. 25-34)
  4. Kategoria „natura ludzka” we wczesnych pracach K. Marksa. W: Szkice z filozofii i jej historii. s. 75–94. (О проблеме "человеческой природы" в ранних трудах К. Маркса // Вестник Московского университета. Сер. 7. Философия. – 1967. – № 6. – С. 11-20.)
  5. Logika „Kapitału” Marksa. W: Szkice z filozofii i jej historii. s. 95–114. (Логика "Капитала" Маркса // Вестник Московского университета. Сер. 7. Философия. – 1968. – № 2. – С. 22-31)
  6. Karol Marks i teoria odbicia. W: Szkice z filozofii i jej historii. s. 115–139. (Карл Маркс и теория отражения // Философские науки. – 1968. – № 3. – С. 3-14)
  7. Fryderyk Engels i teoria odbicia. W: Szkice z filozofii i jej historii. s. 140–157. (Фридрих Энгельс и теория отражения // Вестник Московского университета. Сер. 7: Философия. – 1970. – № 5)
  8. W.I. Lenin a problemy historii dialektyki. W: Szkice z filozofii i jej historii. s. 158–185.
  9. Leninowskie zasady krytyki współczesnej filozofii burżuazyjnej. W: Szkice z filozofii i jej historii. s. 186–211.
  10. O teoretycznej analizie podstawowego przeciwieństwa w historii filozofii. W: Szkice z filozofii i jej historii. s. 212–237. (О теоретическом исследовании основной историко-философской противоположности // Философские науки. – 1970. – № 4. – С. 133-144)
  11. Metoda Leibniza jako system współdziałania przeciwstawnych zasad. W: Szkice z filozofii i jej historii. s. 238–257. (Метод Лейбница как система взаимодействия противоположных принципов // Философские науки. – 1971. – № 3.)
  12. Dialektyczna problematyka Kanta. W: Szkice z filozofii i jej historii. s. 258–278. (Диалектическая проблематика Канта // Философские науки. – 1974. – № 5.)
  13. Stosunek wzajemny „dwóch logik” w teorii poznania Kanta. W: Szkice z filozofii i jej historii. s. 279–300. (Соотношение «двух логик» в теории познания Канта // Философские науки. – 1974. – № 2.)
  14. Hegel a współczesna logika. W: Szkice z filozofii i jej historii. s. 301–324. (Гегель и современная логика // Вопросы философии. – 1970. – № 8. – С. 44-54)
  15. Problem stosunku sprzeczności dialektycznej do związków formalnologicznych w filozofii Hegla. W: Szkice z filozofii i jej historii. s. 325–342. (Проблема отношения диалектического противоречия к формальнологическим связям в философии Гегеля // Вестник Московского университета. Сер. 8. Философия. – 1970. – № 4. – С. 29-38.)
  16. O historycznofilozoficznym rozwoju kategorii „alienacja”. W: Szkice z filozofii i jej historii. s. 343–363. (Об историко-философском развитии понятия «отчуждение» // Философские науки. – 1963. – № 4. – С. 97-106.)
  17. Problem alienacji w pracach Karola Marksa. Od „Rękopisów ekonomiczno-filozoficznych(inne języki)” do „Kapitału”. W: Szkice z filozofii i jej historii. s. 364–386. (Проблема отчуждения в трудах Карла Маркса (От «Экономическо-философских рукописей» к «Капиталу») // Философские науки. – 1967. – № 4. – С. 47-57.)
  18. Problem alienacji w egzystencjalizmie a religia. W: Szkice z filozofii i jej historii. s. 387–408. (Проблема отчуждения в экзистенциализме и религия // Научные доклады высшей школы. Философские науки. – 1966. – № 1. – С. 62-72.)
  19. Losy neopozytywistycznej koncepcji przyczynowości. W: Szkice z filozofii i jej historii. s. 409–428. (Судьбы неопозитивистской концепции причинности // Научные доклады высшей школы. Философские науки. – 1972. – № 1. – С. 102-110.)
  20. Interpretacja kategorii przypadkowości. W: Szkice z filozofii i jej historii. s. 429–453. (Истолкование категории «случайность» // Философские науки. – 1970. – № 1. – С. 43-53.)

W języku angielskim
- The Question of the Objective Content of Sensations. „Ajatus”. 36, s. 44-74, 1976.
- On the Conception of Truth. „Mind”. 74, s. 530-539, 1965.

W języku rosyjskim
Publikacje książkowe
- Мировоззрение Э. Дембовского: Из истории польской философии ХІХ в. / И. С. Нарский. – М.: Изд-во МГУ, 1954. – 290 с.
- Современный позитивизм. Москва 1961
- Философия Бертрана Рассела. Москва 1962
- Философия Давида Юма. Москва 1967
- Диалектическое противоречие и логика познания. Москва 1969
Przetłumaczono na język polski jako Dialektyczna sprzeczność i logika poznania (Warszawa, 1981)
- Zapadno-jewropiejskaja fiłosofija XVIII wieka. domknig.net. [zarchiwizowane z tego adresu (2016-03-04)].. (Filozofia zachodnioeuropejska XVIII wieku) Moskwa 1973
- Zapadno-jewropiejskaja fiłosofija XVII wieka. Moskwa 1974
- Zapadno-jewropiejskaja fiłosofija XIX wieka. Moskwa 1976.

Artykuły
- О традициях в истории философии // „Вопр. философии”, 1961, nr 6.
- O niekotorych urokach kritiki W. I. Leninom bierklianstwa, „Wiestnik Moskowskogo Gosudarstwiennogo Uniwiersitieta”, Fiłosofija, 1966, nr 1.[7]
- Противоречие // Философская энциклопедия, т. 4. Москва 1967
- Istoki subjektiwnogo idiealizma, [w:] Berkeley G., Soczinienija, Moskwa 1978, s. 5-38[7].